# Campeonato Mundial de Atletismo de 2011 - 5000 m feminino
A prova dos 5000 metros feminino do Campeonato Mundial de Atletismo de 2011 foi disputada entre 30 de agosto e 2 de setembro no Daegu Stadium, em Daegu.

## Recordes
Antes desta competição, os recordes mundiais e do campeonato nesta prova eram os seguintes:
| Tipo                  | Atleta          | Tempo    | Local      | Data                | Ref |
| --------------------- | --------------- | -------- | ---------- | ------------------- | --- |
|                       | Tirunesh Dibaba | 14:11:15 | Oslo       | 6 de junho de 2008  | ver |
| Recorde do campeonato | Tirunesh Dibaba | 14:38:59 | Helsínquia | 1 de agosto de 2005 | ver |

## Medalhistas
| Ouro                            | Prata                       | Bronze              |
| Vivian Jepkemoi Cheruiyot (KEN) | Sylvia Jebiwott Kibet (KEN) | Meseret Defar (ETH) |

## Cronograma
| Data          | Hora  | Evento   |
| ------------- | ----- | -------- |
| 30de agosto   | 10:20 | Baterias |
| 2 de setembro | 20:25 | Final    |

Todos os horários são horas locais (UTC +9)

## Resultados

### Bateria
Qualificação: Os 5 de cada bateria (Q) e os 5 mais rápidos (q) avançam para a final.
| Colocação | Bateria | Atleta                    | Nacionalidade          | Tempo          | Notas |
| --------- | ------- | ------------------------- | ---------------------- | -------------- | ----- |
| 1         | 1       | Meseret Defar             | Etiópia                | 15 min 19 s 46 | Q     |
| 2         | 1       | Mercy Cherono             | Quênia                 | 15 min 20 s 01 | Q     |
| 3         | 1       | Sylvia Jebiwott Kibet     | Quênia                 | 15 min 20 s 08 | Q     |
| 4         | 1       | Sentayehu Ejigu           | Etiópia                | 15 min 20 s 13 | Q     |
| 5         | 1       | Yelena Zadorozhnaya       | Rússia                 | 15 min 23 s 90 | Q     |
| 6         | 1       | Amy Hastings              | Estados Unidos         | 15 min 29 s 49 | q     |
| 7         | 1       | Hitomi Niiya              | Japão                  | 15 min 31 s 09 | q     |
| 8         | 2       | Genzebe Dibaba            | Etiópia                | 15 min 33 s 06 | Q     |
| 9         | 2       | Tejitu Daba               | Bahrein                | 15 min 33 s 67 | Q     |
| 10        | 2       | Linet Masai               | Quênia                 | 15 min 33 s 99 | Q     |
| 11        | 2       | Lauren Fleshman           | Estados Unidos         | 15 min 34 s 04 | Q     |
| 12        | 2       | Vivian Cheruiyot          | Quênia                 | 15 min 34 s 80 | Q     |
| 13        | 2       | Zakia Mrisho              | Tanzânia               | 15 min 35 s 37 | q, SB |
| 14        | 2       | Yelizaveta Grechishnikova | Rússia                 | 15 min 35 s 64 | q     |
| 15        | 1       | Helen Clitheroe           | Grã-Bretanha           | 15 min 37 s 73 | q     |
| 16        | 2       | Megumi Kinukawa           | Japão                  | 15 min 38 s 23 |       |
| 17        | 2       | Alemitu Bekele Degfa      | Turquia                | 15 min 38 s 25 |       |
| 18        | 1       | Kayo Sugihara             | Japão                  | 15 min 41 s 78 | SB    |
| 19        | 2       | Molly Huddle              | Estados Unidos         | 15 min 42 s 00 |       |
| 20        | 1       | Alia Saeed Mohammed       | Emirados Árabes Unidos | 16 min 10 s 37 |       |
| 21        | 2       | Viktoriia Poliudina       | Quirguistão            | 16 min 32 s 68 | SB    |
| 22        | 1       | Pauline Niyongere         | Burquina Fasso         | 17 min 23 s 56 | SB    |
|           | 1       | Sabine Fischer            | Suíça                  | DNS            |       |

### Final
A final teve inicio ás 20:25 
| Colocação         | Atleta                    | Tempo               |
| ----------------- | ------------------------- | ------------------- |
| Medalha de ouro   | Vivian Jepkemoi Cheruiyot | 14 min 55 s 36      |
| Medalha de prata  | Sylvia Jebiwott Kibet     | 14 min 56 s 21      |
| Medalha de bronze | Meseret Defar             | 14 min 56 s 94      |
| 4                 | Sentayehu Ejigu           | 14 min 59 s 99      |
| 5                 | Mercy Cherono             | 15 min 00 s 23      |
| 6                 | Linet Chepkwemoi Masai    | 15 min 01 s 01      |
| 7                 | Lauren Fleshman           | 15 min 09 s 25      |
| 8                 | Genzebe Dibaba            | 15 min 09 s 35      |
| 9                 | Tejitu Daba               | 15 min 14 s 62 (PB) |
| 10                | Yelena Zadorozhnaya       | 15 min 15 s 48      |
| 11                | Zakia Mrisho              | 15 min 18 s 81 (SB) |
| 12                | Helen Clitheroe           | 15 min 21 s 22      |
| 13                | Hitomi Niiya              | 15 min 41 s 67      |
| 14                | Elizaveta Grechishnikova  | 15 min 45 s 61      |
| 15                | Amy Hastings              | 15 min 56 s 06      |

Legenda
| Recorde mundial       | Recorde mundial (World record)               |                       | Recorde africano                      | Recorde africano (African) |                                           | Q | Classificado por posição (Qualified) |
| Recorde do campeonato | Recorde do campeonato (Championship record)  | Recorde da América    | Recorde da América (Americas)         | q                          | Classificado por melhor tempo (Qualified) |   |                                      |
| Melhor marca do ano   | Melhor marca do ano (World leading)          | Recorde asiático      | Recorde asiático (Asian)              | DNS                        | Não largou (Did not start)                |   |                                      |
| Recorde nacional      | Recorde nacional (National record)           | Recorde europeu       | Recorde europeu (European)            | DNF                        | Não terminou (Did not finish)             |   |                                      |
| Recorde pessoal       | Recorde pessoal do atleta (Personal best)    | Recorde da Oceania    | Recorde da Oceania (Oceania)          | DSQ / DQ                   | Desclassificado (Disqualified)            |   |                                      |
| Recorde da temporada  | Recorde da temporada do atleta (Season best) | Recorde sul-americano | Recorde sul-americano (South America) | NM                         | Sem marca (No mark)                       |   |                                      |